# Сракич, Марин
Ма́рин Сра́кич (хорв. Marin Srakić, 6 июля 1937, дер. Ивановцы около г. Валпово, Королевство Югославия) — хорватский архиепископ на покое, до 2013 года возглавлявший архиепархию Джяково-Осиека. В 2007—2012 годах — председатель Конференции католических епископов Хорватии.
Родился 6 июля 1937 года в деревне Ивановцы неподалёку от Валпова. Учился в гимназии Загреба и в Высшей богословской школе Джякова. Продолжил образование на католическом богословском факультете Загребского университета. После успешного окончания университета поступил в аспирантуру, получил докторскую степень по моральной теологии в Папском Латеранском университете в Риме.
6 марта 1960 года рукоположён в священники. Служил в приходах нескольких хорватских городов. С 1966 по 1967 и с 1970 по 1999 год преподавал моральную теологию в Высшей богословской школе Джякова, с 1977 года — ректор Джяковской семинарии.
2 февраля 1990 года назначен вспомогательным епископом епархии Джякова и Срема. 24 марта того же года состоялась епископская хиротония. Как и все вспомогательные епископы, Сракич стал титулярным епископом Церцины. Главным консекратором был кардинал Франьо Кухарич. 10 февраля 1996 года Сракич стал коадъютором в епархии Джякова и Срема при престарелом епископе Цириле Косе. Годом позже епископ подал в отставку, 6 февраля 1997 года Сракич был утверждён епископом Джякова и Срема.
После преобразования епархии в архиепархию Джяково-Осиек, которое последовало 18 июня 2008 года Сракич стал архиепископом новой архиепархии-митрополии. С 2007 по 2012 год исполнял обязанности председателя Конференции католических епископов Хорватии.
В 2013 году подал в отставку из-за преклонного возраста. На посту архиепископа Джякова-Осиека его сменил архиепископ Джуро Хранич, а на посту председателя епископской конференции — архиепископ Желимир Пулич.

## Награды
- Орден Князя Бранимира (19 октября 1998 года)[1]
- Орден Утренней звезды с ликом Катарины Зринской (19 октября 1998 года)[1]